# Kondominium Bosnien und Herzegowina
|  | Dieser Artikel oder Abschnitt wurde wegen inhaltlicher Mängel auf der Qualitätssicherungsseite der Redaktion Geschichte eingetragen (dort auch Hinweise zur Abarbeitung dieses Wartungsbausteins). Dies geschieht, um die Qualität der Artikel im Themengebiet Geschichte auf ein akzeptables Niveau zu bringen. Dabei werden Artikel gelöscht, die nicht signifikant verbessert werden können. Bitte hilf mit, die Mängel dieses Artikels zu beseitigen, und beteilige dich bitte an der Diskussion! |

Wappen von Bosnien und Herzegowina unter Österreichisch-Ungarischer Herrschaft ab 1889

Das Kondominium Bosnien und Herzegowina war ein Territorium Österreich-Ungarns, das in keinen der beiden Reichsteile der Doppelmonarchie integriert war. Im Zeitalter des Imperialismus strebte die Doppelmonarchie wie die anderen europäischen Mächte nach territorialer Vergrößerung, besaß aber zu diesem Zeitpunkt keine Aussicht auf den Erwerb nennenswerter überseeischer Kolonien. Die österreichische Kolonialpolitik im 18. Jahrhundert war gescheitert. Die seit 1867 bestehende Doppelmonarchie richtete daher nach dem Ausschluss aus der deutschen Politik ihre politischen, militärischen und wirtschaftlichen Interessen auf die Länder des Westbalkan mit dem Ziel des Landerwerbs und/oder der wirtschaftlichen und politischen Einflussnahme. Diese Territorien gehörten zum Osmanischen Reich, doch entwickelten sich dort bereits mit den Fürstentümern Serbien und Montenegro Staaten, die nicht nur die Unabhängigkeit anstrebten, sondern sich auch angrenzende osmanische Gebiete einverleiben wollen. Österreich-Ungarn geriet bei der Verfolgung seiner Interessen dadurch unter Druck. Erstes Ziel der österreichisch-ungarischen Absichten war das osmanische Vilâyet Bosnien, das das Gebiet des modernen Staates Bosnien und Herzegowina umfasste. Gemäß den Vereinbarungen auf dem Berliner Kongress 1878 erfolgte noch im selben Jahr die Okkupation von Bosnien und der Herzegowina durch das gemeinsame Heer Österreich-Ungarns. Formell erfolgte dann die Annexion als Kondominium beider Reichsteile 1908. Die österreichisch-ungarische Herrschaft endete 1918 nach dem Zerfall der Doppelmonarchie im Ersten Weltkrieg.

## Geschichte

### Vorgeschichte

Vilâyet Bosnien um 1900

Die Regionen Bosnien und Herzegowina waren seit dem Ersten Österreichischen Türkenkrieg mehrmals Ort von Zusammenstößen zwischen den expansionistischen Interessen des Habsburgerreiches und dem Osmanischen Reich. Zum Schutz gegen die Osmanen errichteten die Österreicher die Militärgrenze, die sich von Kroatien bis nach Siebenbürgen über eine Länge von 1850 km erstreckte. 1865 errichtete das Osmanische Reich das Vilâyet Bosnien. Im Sommer 1875 ereignete sich im Vilâyet aufgrund hoher Steuereintreibungen ein Aufstand gegen die Osmanen. Er dauerte bis 1876 und löste in Bulgarien den sogenannten Aprilaufstand aus. Dies ermutigte Serbien und Montenegro zum militärischen Vorgehen gegen das instabile Osmanische Reich. Serbien wurde jedoch im Serbisch-Osmanischen Krieg vom osmanischen Heer besiegt.

### Besetzung 1878 und Okkupation bis 1908
Am 24. April 1877 brach der Russisch-Osmanische Krieg aus. Der Krieg endete mit einer osmanischen Niederlage am 3. März 1878. Auf Initiative Otto von Bismarcks begann am 13. Juni in Berlin der Berliner Kongress. Dort wurde Österreich-Ungarn zugesagt, die Provinz Bosnien und die Region Herzegowina militärisch besetzen und auf einen unbestimmten Zeitraum verwalten zu dürfen. Das Gebiet blieb nominell weiterhin Bestandteil des Osmanischen Reiches. Gemäß Artikel 25 des Vertrags durfte die Doppelmonarchie auch die angrenzende Provinz Sandschak Novi Pazar militärisch besetzen, um eine Vereinigung zwischen Serbien und Montenegro zu verhindern.

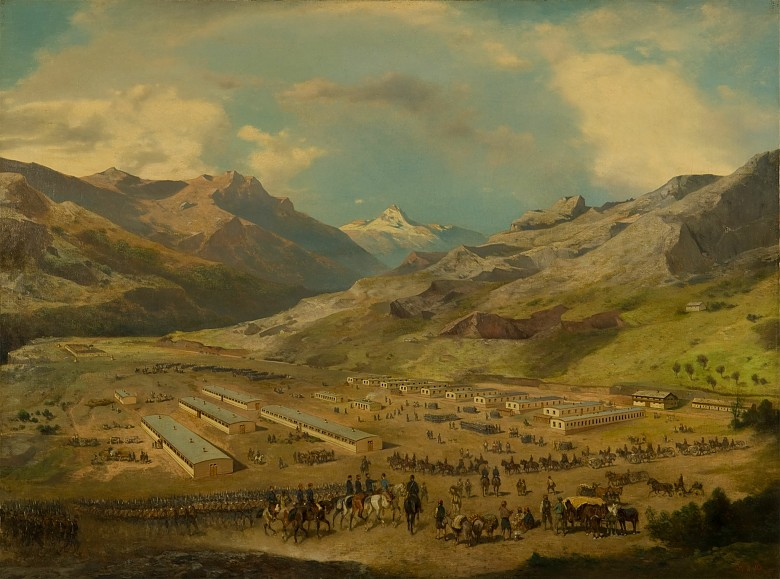
Nordlager bei Mostar während des Bosnienfeldzugs 1878, Gemälde von Alexander Ritter von Bensa und Adolf Obermüller

Anfang Juni 1878 begann das österreichisch-ungarische Heer in großem Umfang mit der Mobilisation. Bereits Ende Juni 1878 standen 82.113 Soldaten, 13.313 Pferde und 112 Kanonen, das XIII. Korps (6., 7. und 20. Division) als Hauptangriffstruppe sowie im Kronland Königreich Dalmatien die 18. Infanteriedivision und andere Reservetruppen zur Verfügung. Das gemeinsame Kommando stand unter Joseph Philippovich von Philippsberg und Stephan von Jovanović. Die Besetzung von Bosnien und der Herzegowina startete am 29. Juli 1878 und wurde am 20. Oktober erfolgreich beendet.
Die Invasion stieß auf unerwartet starken Widerstand. Bedeutende Schlachten fanden in der Nähe von Čitluk, Stolac, Livno und Klobuk statt. Trotz Rückschlägen bei Maglaj, Tuzla und Sarajevo beliefen sich im Oktober 1878 die österreichisch-ungarischen Verluste auf über 5000 Mann. Der unerwartete Widerstand führte zu Schuldzuweisungen zwischen Kommandanten und politischen Vertretern der Monarchie. Der heftige Widerstand der Muslime wurde von den Österreichern erwartet, als bekannt wurde, dass nach einer k. u. k. Besetzung des Gebiets die bosnischen Muslime ihren privilegierten Status verlieren würden.
Auch nach der Eroberung blieben Spannungen in bestimmten Teilen des Landes (insbesondere in der Herzegowina) und es kam zu einer Massenauswanderung der überwiegend muslimischen Dissidenten. Es wurde jedoch noch früh genug ein Zustand der relativen Stabilität erreicht und österreichisch-ungarische Behörden konnten mit einer Reihe von sozialen und administrativen Reformen beginnen.

### Annexion 1908

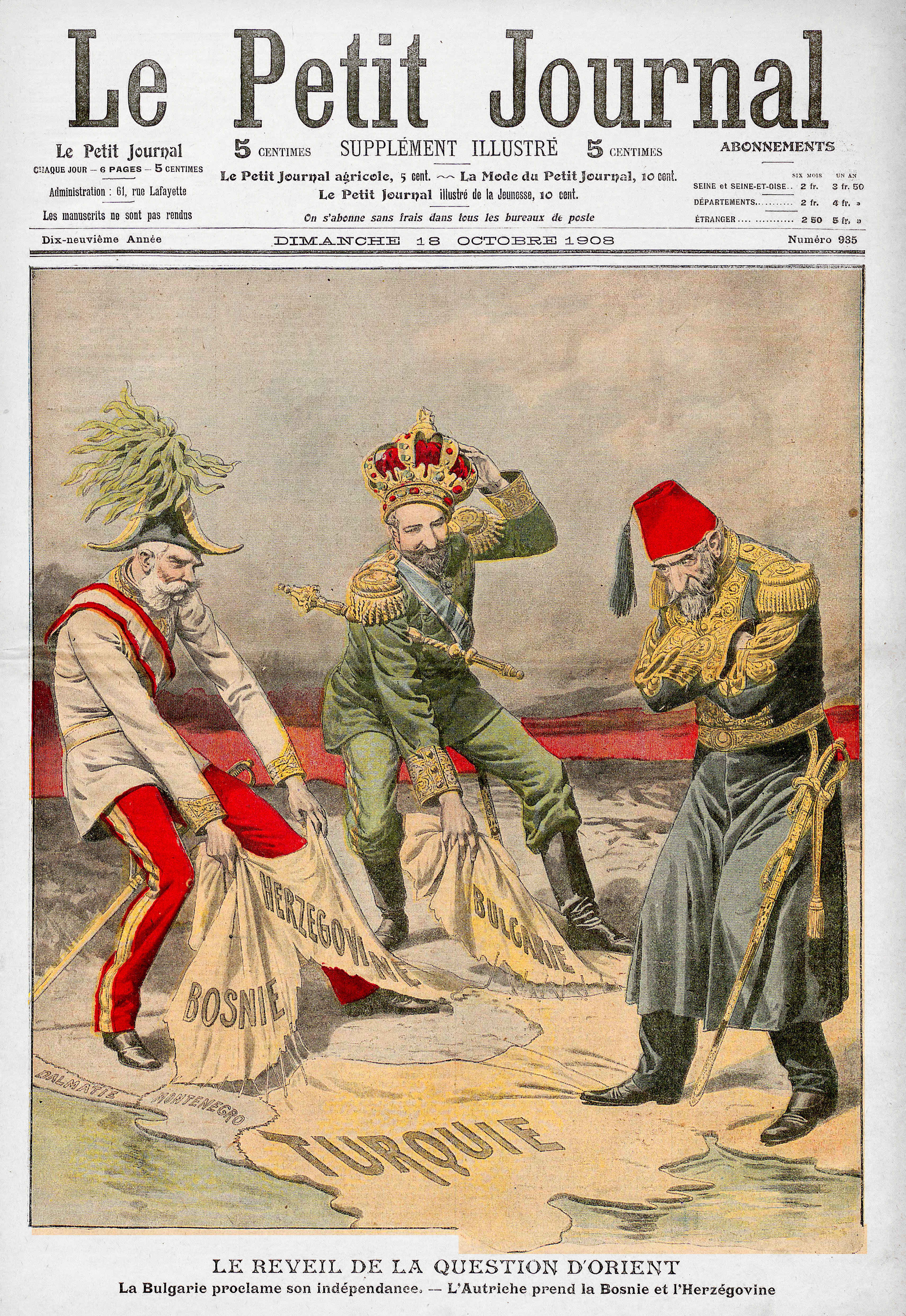
Titelblatt von Le Petit Journal im Oktober 1908: Sultan Abdülhamid II. sieht hilflos zu, wie Kaiser Franz Joseph Bosnien-Herzegowina und Zar Ferdinand Bulgarien aus dem Osmanischen Reich herausreißen

Auch wenn Bosnien und die Herzegowina noch Teil des Osmanischen Reiches, zumindest formal, waren, hatten die österreichisch-ungarischen Behörden die faktische Kontrolle über das Land. Österreich-Ungarn wartete auf eine Gelegenheit, Bosnien und Herzegowina auch formal in die Monarchie zu integrieren. Die definitive Annexion erfolgte 1908 nach der jungtürkischen Revolution im Osmanischen Reich. Die jungtürkische Bewegung hatte zu dieser Zeit Unterstützung im ganzen Osmanischen Reich gewonnen. Mit ihrer Absicht, die suspendierte osmanische Verfassung wiederherzustellen, bekamen die österreichisch-ungarischen Behörden Angst, dass sich die Revolution auch in Bosnien und der Herzegowina verbreiten würde. Zudem gab es Ängste, dass ein osmanisches Bosnien und Herzegowina leicht unter serbischen Einfluss fallen könnte.
Am 5. Oktober 1908 gab Kaiser und König Franz Joseph I. die Annexion von Bosnien und der Herzegowina bekannt und trug dem gemeinsamen Finanzministerium auf, eine Verfassung für Bosnien und Herzegowina zu verfassen und zu erlassen. Die Annexion wurde zwei Tage später, am 7. Oktober in Sarajevo angekündigt. Die Annexion führte zu einer internationalen Krise, die am 26. Februar 1909 gelöst werden konnte, als das Osmanische Reich die Annexion anerkannte, die Provinz Sandschak Novi Pazar zurückerhielt und die Österreicher und Ungarn den Osmanen eine Entschädigung von £ 2.200.000 zahlten. Am 21. März 1909 stellte das Deutsche Reich ein Ultimatum an das Russische Reich, die Annexion anzuerkennen. Russland folgte, das Königreich Serbien am 31. März und das Fürstentum Montenegro am 5. April 1909.

### Erster Weltkrieg und Verlust

Reichsteile und Kronländer der Österreichisch-Ungarischen Monarchie:
Cisleithanien
Transleithanien
Bosnien und Herzegowina

Nach der Annexion kam es erstmals seit 1878 wieder zu Ausschreitungen zwischen muslimischen Bosniern und k. u. k. Truppen. Die Lage beruhigte sich aber bald wieder, da die Österreicher auch auf die alten muslimischen Eliten setzten und den Islam als gleichberechtigte Religion staatlich anerkannten.
1910 wurden von Franz Joseph I. mehrere Gesetze und Reformen erlassen, die dem Land Bosnien und Herzegowina die gleichen Rechte gaben wie allen anderen Kronländern. Unter anderem wurde ein Landtag errichtet.
Am 28. Juni 1914 kam es in Bosnien und Herzegowina zum Attentat von Sarajevo auf Thronfolger Erzherzog Franz Ferdinand von Österreich-Este und seine Frau. Eine Gruppe von sechs serbischen Nationalisten, darunter Gavrilo Princip, von der Gruppe Mlada Bosna, steckten hinter dem Attentat.
Nach dem Attentat flammten verstärkt die bestehenden traditionellen ethnischen Feindseligkeiten in Bosnien wieder auf. Es kam von katholischen Kroaten und bosnischen Muslimen zu Gewaltakten gegen serbische Einwohner.
Zu Beginn des Ersten Weltkriegs 1914 gab es Befürchtungen, dass Bosnien und Herzegowina von Serbien besetzt werden könnte. Denn anders als erwartet, hatte die gemeinsame Armee Probleme, Serbien militärisch zu besiegen. Erst mit dem Kriegseintritt Bulgariens 1915 und dem darauffolgenden bulgarischen Angriff auf Serbien konnte man dieses erobern. Unmittelbar nach dem Ende des Ersten Weltkriegs und dem Zerfall der Doppelmonarchie wurde Bosnien und Herzegowina 1918 Teil des Königreichs der Serben, Kroaten und Slowenen unter serbischer Führung.

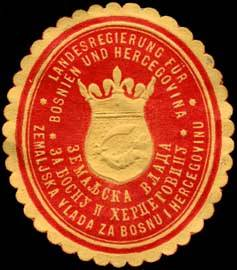
Landesregierung für Bosnien und Hercegovina (sic!) – Siegelmarke

## Politik
Weil sich die österreichischen und die ungarischen Politiker nicht darauf einigen konnten, zu welchem der beiden Teilstaaten Cisleithanien (Kaisertum Österreich) und Transleithanien (Königreich Ungarn) das Gebiet kommen sollte, wurde die Verwaltung dem gemeinsamen k. u. k. Finanzministerium übertragen. In diesem gab es das Bosnische Amt.
1910 wurde ein Landtag mit Kurienwahlrecht und eine aus diesem hervorgehende Landesregierung errichtet.
Gesetzentwürfe des Landtags bedurften der Zustimmung der Regierungen von Österreich und von Ungarn und des österreichisch-ungarischen Monarchen.

### Parteien
- Parteien im Parlament
  - Kroatische Volksunion (Hrvatska Narodna zajednica)
  - Muslimische Volksorganisation (Muslimanska narodna organizacija)
  - Serbische Volksorganisation (Srpska narodna organizacija; Српска народна организација)

- Parteien, die nicht im Parlament vertreten waren
  - Muslimische progressive Partei (Muslimanska napredna stranka)
  - Muslimische Demokratie (Muslimanska demokracija)
  - Serbische Volks- und Unabhängigkeitspartei (Srpska narodna Nezavisna stranka; Српска народна Независна странка)
  - Sozialdemokratische Partei von Bosnien und Herzegowina (Socijaldemokratska stranka Bosne i Hercegovine)

### Gouverneure
(Vertreter des Monarchen)
| # | Porträt | Name (Lebensdauer)                               | Amtszeit          | Amtszeit          |
| - | ------- | ------------------------------------------------ | ----------------- | ----------------- |
| 1 |         | Joseph Philippovich von Philippsberg (1818–1889) | 13. Juli 1878     | 18. November 1878 |
| 2 |         | Wilhelm von Württemberg (1828–1896)              | 18. November 1878 | 6. April 1881     |
| 3 |         | Hermann Dahlen von Orlaburg (1828–1887)          | 6. April 1881     | 9. August 1882    |
| 4 |         | Johann Nepomuk von Appel (1826–1906)             | 9. August 1882    | 8. Dezember 1903  |
| 5 |         | Eugen von Albori (1838–1915)                     | 8. Dezember 1903  | 25. Juni 1907     |
| 6 |         | Anton von Winzor (1844–1910)                     | 30. Juni 1907     | 7. März 1909      |
| 7 |         | Marijan Varešanin von Vareš (1847–1917)          | 7. März 1909      | 10. Mai 1911      |
| 8 |         | Oskar Potiorek (1853–1933)                       | 10. Mai 1911      | 22. Dezember 1914 |
| 9 |         | Stephan Sarkotić von Lovćen (1858–1939)          | 22. Dezember 1914 | 3. November 1918  |

## Demografie
Eine Volkszählung im Jahre 1879 ergab eine Gesamtbevölkerung von 1.158.164, die sich zusammensetzte aus: 496.485 Griechisch-Orthodoxen/Serben (42,87 %), 448.613 Muslimen (38,73 %), Katholiken/Kroaten 209.391 (18,08 %), 3.426 Juden und 249 Sonstigen.
| Volkszählung | Muslimisch | Muslimisch | Orthodox | Orthodox | Katholisch | Katholisch | Jüdisch | Jüdisch | Total     |
| Volkszählung | Anzahl     | Prozent    | Anzahl   | Prozent  | Anzahl     | Prozent    | Anzahl  | Prozent | Total     |
| ------------ | ---------- | ---------- | -------- | -------- | ---------- | ---------- | ------- | ------- | --------- |
| 1879         | 448.613    | 38,7 %     | 496.485  | 42,9 %   | 209.391    | 18,1 %     | 3.675   | 0,3 %   | 1.158.440 |
| 1885         | 492.710    | 36,9 %     | 571.250  | 42,8 %   | 265.788    | 19,9 %     | 5.805   | 0,4 %   | 1.336.091 |
| 1895         | 548.632    | 35,0 %     | 673.246  | 42,9 %   | 334.142    | 21,3 %     | 8.213   | 0,5 %   | 1.568.092 |
| 1910         | 612.137    | 32,2 %     | 825.418  | 43,5 %   | 434.061    | 22,9 %     | 11.868  | 0,6 %   | 1.898.044 |

## Verwaltungsgliederung

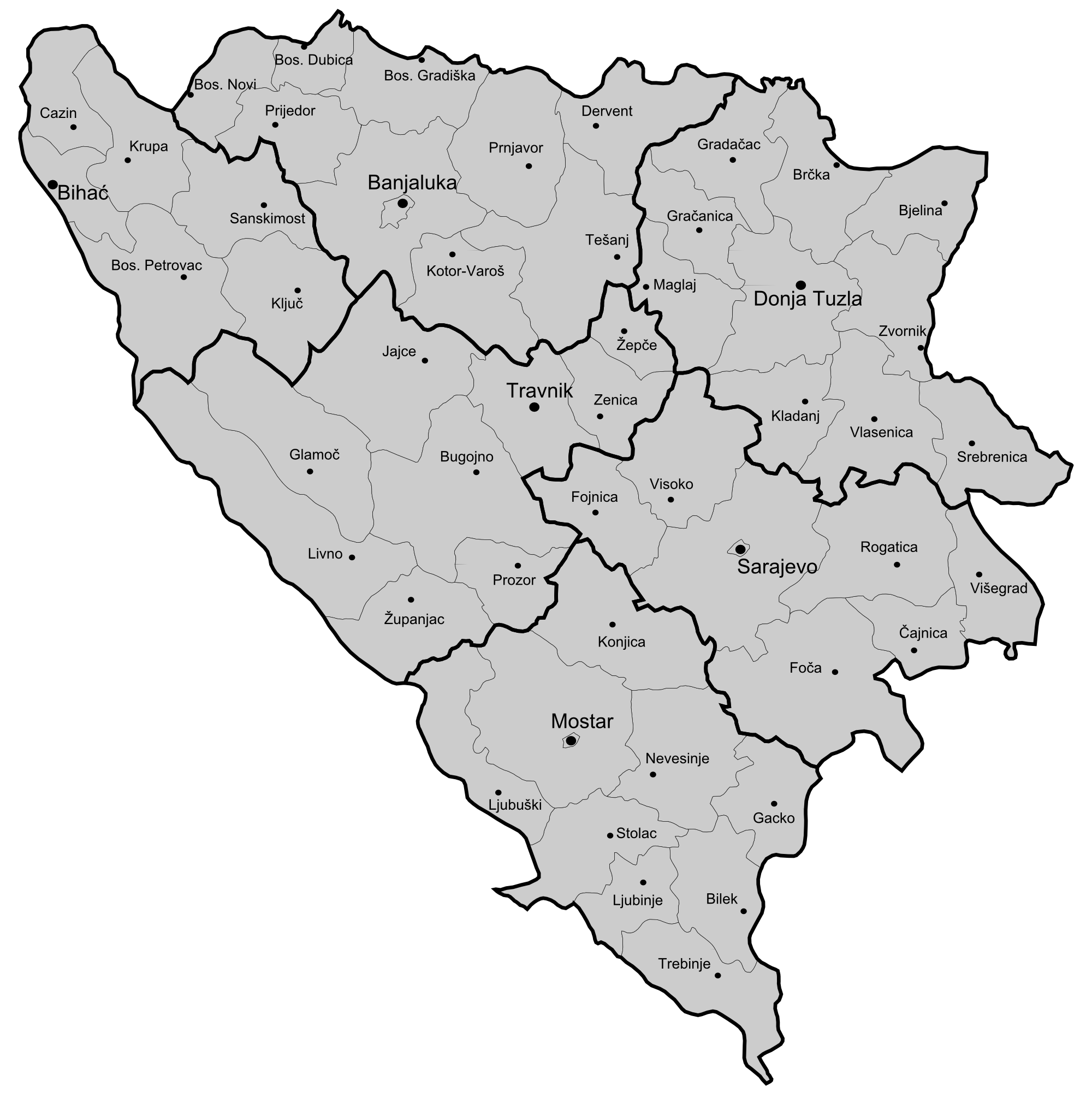
Verwaltungsgliederung von Bosnien und Herzegowina mit der Einteilung in die sechs Kreise und die Gemeinden (ab 1895).

Bosnien und Herzegowina wurde in die sechs Kreise Banja Luka, Bihać, Mostar, Sarajevo, Travnik und Tuzla unterteilt.